# Liste deutscher Orte und Gemeinden, die den Klimanotstand ausgerufen haben
Diese Liste deutscher Orte und Gemeinden, die den Klimanotstand ausgerufen haben umfasst – in chronologischer Reihenfolge – einen Teil der deutschen Gemeinden und Städte, die den Klimanotstand ausgerufen haben. Eine weitere Quelle zum Status von Kommunen zum Thema Klimanotstand stellt das Klimabündnis Hamm bereit.

## Liste
| #  | Ort                       | Bundesland | Ausruf- datum      | Antragsteller                                                                | Bemerkung | Klima- Bündnis- Mitglied |
| -- | ------------------------- | ---------- | ------------------ | ---------------------------------------------------------------------------- | --- | ------------------------ |
| 1  | Konstanz                  | BW         | 2. Mai 2019        | Fridays for Future                                                           | Erste deutsche Stadt; einstimmiger Gemeinderatsbeschluss. Es werden alle Entscheidungen unter einen Klimavorbehalt gestellt. Der Beschluss umfasst u. a. die Erarbeitung von Maßnahmen zur klimaneutralen Versorgung von Neubauten, ein Mobilitätsmanagement für die Gesamtstadt, Energiemanagement für städtische Gebäude und Maßnahmen zur Erhöhung der Sanierungsrate im Stadtgebiet. | 2000                     |
| 2  | Heidelberg                | BW         | 10. Mai 2019       | Bündnis 90/Die Grünen                                                        | Am 10. Mai 2019 rief der Oberbürgermeister der Stadt Heidelberg den Klimanotstand aus. Der Antrag der Grünen war bereits im April, also vor der Ausrufung des Notstandes in Konstanz, gestellt worden. | 1994                     |
| 3  | Ludwigslust               | MV         | 15. Mai 2019       | SPD                                                                          | Am 15. Mai 2019 erklärte die Stadtvertretung für Ludwigslust den Klimanotstand. Infolgedessen wollen die Stadtvertreter den Klimawandel im Rahmen ihrer Möglichkeiten eindämmen und bei jeder ihrer Entscheidung den Klimaschutz sowie dem Umwelt- und Artenschutz berücksichtigen. Außerdem sollen klimafreundliche Lösungen bevorzugt werden. | -                        |
| 4  | Kiel                      | SH         | 16. Mai 2019       | SPD, Bündnis 90/Die Grünen, FDP                                              | Am 16. Mai 2019 hat Kiel, Landeshauptstadt von Schleswig-Holstein, auf Beschluss der Ratsversammlung den Klimanotstand ausgerufen. Der Antrag dazu ging von einer Koalition aus SPD, Grünen und FDP aus. | 2004                     |
| 5  | Tönisvorst                | NW         | 16. Mai 2019       | Privatperson                                                                 | Am 16. Mai 2019 erklärte der Rat der Kommune Tönisvorst (Kreis Viersen) als erste Gemeinde Nordrhein-Westfalens, eine Resolution zur Ausrufung des Klimanotstands zu unterstützen. Der Beschluss erfolgte auf Grundlage des Antrags eines Bürgers nach §24 GO NRW (Gemeindeordnung Nordrhein-Westfalen). | -                        |
| 6  | Herford                   | NW         | 17. Mai 2019       | Privatperson                                                                 | Einen Tag später rief die Stadt Herford in der Ratssitzung am 17. Mai 2019 den Klimanotstand aus. Während die CDU und die Liste 2004 diese Entscheidung kritisierten, reichten die Grünen einen Ergänzungsantrag ein, um zu prüfen, ob die bisherigen Maßnahmen Herfords ausreichen. | -                        |
| 7  | Münster                   | NW         | 22. Mai 2019       | Privatperson                                                                 | Am 22. Mai 2019 rief mit Münster die erste Großstadt in Nordrhein-Westfalen den Klimanotstand aus. Vorangegangen war eine Petition der „Fridays for Future“-Bewegung. Die Abgeordneten von FDP und AfD stimmten gegen den Antrag, während sich die CDU enthielt. | 1995                     |
| 8  | Bad Segeberg              | SH         | 22. Mai 2019       | Fridays for Future                                                           | Zusammen mit Münster wurde am 22. Mai 2019 der Klimanotstand in Bad Segeberg ausgerufen. Zuvor beklagte eine FDP-Abgeordnete, ein Fridays-for-Future-Aktivist habe gedroht, mit Schildern im Stadtrat zu erscheinen. | -                        |
| 9  | Lübeck                    | SH         | 23. Mai 2019       | Privatperson                                                                 | Bei der Sitzung der Bürgerschaft am 23. Mai 2019 wurde aufgrund einer Petition mit 642 Unterschriften der Klimanotstand beschlossen. | 1993                     |
| 10 | Telgte                    | NW         | 29. Mai 2019       | Privatperson                                                                 | Am 29. Mai 2019 erklärte der Stadtrat von Telgte mit den Stimmen von SPD und Grünen, gegen den Widerstand der CDU den Klimanotstand. | -                        |
| 11 | Drensteinfurt             | NW         | 29. Mai 2019       | Privatperson                                                                 | Am 29. Mai 2019 rief Drensteinfurt nach einem Antrag von Bündnis 90/Die Grünen den Klimanotstand aus. | -                        |
| 12 | Erlangen                  | BY         | 29. Mai 2019       | Fridays for Future                                                           | Am 29. Mai 2019 rief Erlangen als erste bayerische Stadt den Klimanotstand aus. Der Stadtrat stimmte einem Antrag von Fridays for Future Erlangen zu. Dieser wurde zuvor auf der Bürgerversammlung am 27. März 2019 gestellt und angenommen. | 1995                     |
| 13 | Bochum                    | NW         | 6. Juni 2019       | Privatpersonen                                                               | Am 6. Juni 2019 rief Bochum mit den Stimmen von Grünen, SPD, Linken und Sozialer Liste den Klimanotstand aus. | 1993                     |
| 14 | Gladbeck                  | NW         | 6. Juni 2019       | SPD, Bündnis 90/Die Grünen                                                   | Am 6. Juni 2019 stimmte Gladbeck einem Antrag von SPD und Grünen zur Ausrufung des Klimanotstandes zu. | 1995                     |
| 15 | Marl                      | NW         | 6. Juni 2019       | SPD, Bündnis 90/Die Grünen, Die Linke                                        | Auch Marl beschloss die Ausrufung des Klimanotstandes am 6. Juni 2019. Außerdem plant man Veranstaltungen zum Thema Klimaschutz. | 2000                     |
| 16 | Horstmar                  | NW         | 7. Juni 2019       | Privatperson                                                                 | In Horstmar fand sich am 7. Juni ebenfalls eine Ratsmehrheit für den Klimanotstand, ein Ergänzungsantrag der Grünen mit konkreteren Forderungen wurde jedoch abgelehnt. | -                        |
| 17 | Saarbrücken               | SL         | 18. Juni 2019      | Bündnis 90/Die Grünen                                                        | Am 18. Juni 2019 akzeptierte der Stadtrat von Saarbrücken mit Stimmen von Grünen, SPD, CDU, Linken, FDP und LKR den Antrag der Grünen-Fraktion. und rief den Klimanotstand aus. AfD und Freie Wähler stimmten gegen den Antrag. | 2010                     |
| 18 | Herne                     | NW         | 18. Juni 2019      | CDU, SPD                                                                     | In der Sitzung am 18. Juni 2019 verkündete der Rat der Stadt Herne den Klimanotstand. Der Beschluss geht auf einen Antrag der Grünen zurück, der von der SPD und CDU abgeschwächt wurde und so schließlich mit den Stimmen aller im Rat vertretenen Parteien mit Ausnahme der AFD beschlossen wurde. | -                        |
| 19 | Neumünster                | SH         | 18. Juni 2019      | Bündnis 90/Die Grünen                                                        | Ebenfalls am 18. Juni rief Neumünster den Klimanotstand aus. Dem Antrag stimmten SPD, CDU, Grüne, Linke, BfB und LKR zu. | -                        |
| 20 | Aachen                    | NW         | 19. Juni 2019      | SPD, Lokale Initiativen                                                      | Angestoßen durch den „Klimaweckruf“ der Aachener SPD vom 10.5.2019 beschloss am 19. Juni 2019 die Stadt Aachen nach einem Ratsantrag von CDU und SPD den Klimanotstand. Einzig Markus Mohr (AfD) und Wolfgang Palm (parteilos) stimmten gegen den Antrag. Zuvor gab es vor dem Rathaus eine Demonstration von Extinction Rebellion und Greenpeace. In ihrem Antrag hatte die Ratskoalition von CDU und SPD einen Beschlussvorschlag gemacht, mit dem zwar wortgleich mit dem Beschluss aus Konstanz gehandelt, das Wort „Notstand“ jedoch aus historischen Gründen nicht enthalten war. Nach Intervention der Fraktionen Grüne, Linke und Piraten sowie der lokalen Initiativen wurde dann der nahezu wortgleiche Antrag der Initiativen, der jedoch die Formulierung „Klimakrise“ durch „Klimanotstand“ ersetzte ebenfalls einstimmig beschlossen. | 1991                     |
| 21 | Greifswald                | MV         | 25. Juni 2019      | SPD, GRÜNE, DIE LINKE, Tierschutzpartei                                      | Die Antragsteller stimmten für die Resolution zum symbolischen Klimanotstand. Die restlichen Parteien stimmten gegen die Resolution. Das politische Maßnahmenpaket für eine klimafreundliche Verkehrs- und Energiepolitik wurde mehrheitlich in die Ausschüsse verwiesen (nur SPD und Tierschutzpartei stimmten auch für das Maßnahmenpaket). Das umfangreiche Maßnahmenpaket wurde nach den Beratungen in den Ausschüssen mehrheitlich von der Bürgerschaft verabschiedet. | -                        |
| 22 | Brachttal                 | HE         | 25. Juni 2019      | Freie Wähler                                                                 | Am 25. Juni 2019 stimmte die Brachttaler Gemeindevertretung dem Antrag der Freien Wähler zu, nach dem Brachttal den Klimanotstand ausruft und zusätzlich eine Arbeitsgruppe für Energie-, Verkehr- und Nachhaltigkeitsthemen gründet. | -                        |
| 23 | Kleve, Stadt              | NW         | 26. Juni 2019      | Fridays for Future                                                           | Der Kreis Kleve hat im Gegensatz zur Stadt Kleve einen Antrag zur Ausrufung des Klimanotstands abgelehnt. | -                        |
| 24 | Eutin                     | SH         | 26. Juni 2019      | Bündnis 90/Die Grünen                                                        | Am 26. Juni 2019 folgte die Stadtvertreterversammlung dem Vorschlag des Stadtentwicklingsausschusses und dem Antrag von Bündnis 90/Die Grünen zur Ausrufung des Klimanotstandes. Sie erkennt damit die Eindämmung der Klimakrise und ihrer schwerwiegenden Folgen als Aufgabe von höchster Priorität an. Fridays for Future-Kundgebungen hatten in Eutin mehrfach auf den Klimanotstandes aufmerksam gemacht. |                          |
| 25 | Rüsselsheim am Main       | HE         | 27. Juni 2019      | Bündnis 90/Die Grünen                                                        | Am 27. Juni 2019 beschloss die Stadtverordnetenversammlung den Antrag von Bündnis 90/Die Grünen zur Ausrufung des Klimanotstandes, womit die Stadt die „Eindämmung des Klimawandels und seiner schwerwiegenden Folgen als Aufgabe von höchster Priorität“ ansieht. Die Grünen reichten den Antrag an die Stadtverordnetenversammlung ein, nachdem bei der ersten Fridays-for-Future-Kundgebung in Rüsselsheim die Ausrufung des Klimanotstandes gefordert wurde. | 1992                     |
| 26 | Wiesbaden                 | HE         | 27. Juni 2019      | SPD, Bündnis 90/Die Grünen, Die Linke, Piraten                               | Am 27. Juni 2019 beschloss Stadtverordnetenversammlung der Landeshauptstadt Wiesbaden nach kontroverser Debatte mit den Stimmen von SPD, Grünen und der Linken einen Antrag zum Klimanotstand. Zuvor gab es vor dem Rathaus eine Demonstration von Fridays for Future, Parents for Future und anderen Klimaschutzaktivisten. | 1995                     |
| 27 | Fehmarn                   | SH         | 27. Juni 2019      | Bündnis 90/Die Grünen                                                        | Am 27. Juni 2019 beschloss die Stadtverordnetenversammlung von Fehmarn (eine Insel in der Ostsee), den Klimanotstand auszurufen und ein Konzept zu entwickeln, dass es ermöglicht, dass Fehmarn bis 2030 CO2-neutral ist. Der Antrag dazu wurde von der Fraktion der Grünen gestellt und die Gruppe von Fridays for Future Fehmarn hat sich dem Antrag auf der Stadtverordnetensitzung offiziell angeschlossen. | 2002                     |
| 28 | Marburg                   | HE         | 28. Juni 2019      | Bündnis 90/Die Grünen                                                        | Nachdem ein Antrag der Grünen, den Klimanotstand auszurufen, im Mai zunächst am Widerstand von SPD, CDU, FDP und BfM gescheitert war, stimmten Ende Juni abgesehen von der FDP alle Fraktionen dem erneuten Antrag zu. Man einigte sich außerdem darauf, bis 2030 CO2-neutral werden zu wollen. | 2003                     |
| 29 | Leverkusen                | NW         | 1. Juli 2019       | Fridays for Future                                                           | Am 1. Juli 2019 rief der Leverkusener Stadtrat den Klimanotstand aus. Der Rat folgte mehrheitlich einem Bürgerantrag der Fridays-for-Future-Bewegung. | 1995                     |
| 30 | Lippstadt                 | NW         | 3. Juli 2019       | Lippstadt for Future (?)                                                     | | -                        |
| 31 | Düsseldorf                | NW         | 4. Juli 2019       | Jugendrat                                                                    | | 2008                     |
| 32 | Bonn                      | NW         | 4. Juli 2019       | Fridays for Future, Parents for Future, Klimawache Bonn                      | Am 4. Juli 2019 rief die Stadt Bonn auf Antrag der Initiativen Fridays for Future, Klimawache Bonn und Parents for Future den Klimanotstand aus. | 1995                     |
| 33 | Düren, Kreis              | NW         | 4. Juli 2019       | Fridays for Future                                                           | | -                        |
| 34 | Hennef                    | NW         | 7. Juli 2019       | Attac Rhein-Sieg und Naturschutzorganisationen aus der Region                | | -                        |
| 35 | Warstein                  | NW         | 8. Juli 2019       | Bürgerantrag                                                                 | | -                        |
| 36 | Köln                      | NW         | 9. Juli 2019       | Bürgerantrag                                                                 | Mit einer großen Mehrheit wurde am 9. Juli 2019 der Klimanotstand ausgerufen. | 1993                     |
| 37 | Kamen                     | NW         | 9. Juli 2019       |                                                                              | Die Stadt Kamen verpflichtet sich stärker gegen den Klimawandel zu stellen. | -                        |
| 38 | Voerde (Niederrhein)      | NW         | 9. Juli 2019       | Bündnis 90/Die Grünen                                                        | Stadt Voerde ruft nach Debatte im Rat „Klimanotstand“ aus | -                        |
| 39 | Herzogenrath              | NW         | 9. Juli 2019       | Privatperson                                                                 | Der Stadtrat von Herzogenrath beschloss einstimmig den Klimanotstand auszurufen, nachdem Schülerin Antrag stellte. | 2000                     |
| 40 | Hamm                      | NW         | 9. Juli 2019       | Klimabündnis Hamm                                                            | Der Rat der Stadt Hamm hat die Ausrufung des Klimanotstandes mehrheitlich beschlossen. In gleicher Sitzung wurden Anträge der Koalition aus CDU und SPD und Bündnis 90/Die Grünen beschlossen, einen Klimaaktionsplan mit konkretem Maßnahmenpaket für mehr Klimaschutz in Hamm zu erarbeiten. Das Konzept hat die Stadt Hamm am 26. November 2019 der Öffentlichkeit vorgestellt. | 1993                     |
| 41 | Neukirchen-Vluyn          | NW         | 10. Juli 2019      | Bündnis 90/Die Grünen und SPD                                                | Auf Antrag der Fraktionen Bündnis 90/Die Grünen und SPD, hat der Rat der Stadt Neukirchen-Vluyn, trotz Gegenstimmen der FDP und CDU-Fraktionen sowie Enthaltung des Bürgermeisters, den Klimanotstand erklärt. | -                        |
| 42 | Bühl                      | BW         | 10. Juli 2019      | Freie Wähler                                                                 | Der Bühler Gemeinderat beschloss bei seiner Sitzung am 10. Juli 2019, den Klimanotstand auszurufen. Das Gremium stimmte dem Antrag der Freien Wähler mit großer Mehrheit zu. | 1995                     |
| 43 | Gelsenkirchen             | NW         | 11. Juli 2019      | SPD und CDU                                                                  | Auf Antrag der Ratsfraktionen von SPD und CDU (Antrag vom 10. Juli 2019) hat der Rat der Stadt den Klimanotstand erklärt (Drucksache 14-20/7533). | 2008                     |
| 44 | Bielefeld                 | NW         | 11. Juli 2019      | FridaysForFuture, SPD, Bündnis 90/Die Grünen, Bürgernähe/Piraten, Die LINKE  | | 1995                     |
| 45 | Karlsruhe                 | BW         | 16. Juli 2019      | Bündnis 90/Die Grünen, SPD                                                   | Zustimmung gab es von der Kult-Fraktion, der SPD, den Grünen und den Linken. CDU, FDP, AfD und Oberbürgermeister Frank Mentrup (SPD) votierten mit Nein. | 2011                     |
| 46 | Radolfzell                | BW         | 23. Juli 2019      | Fridays for Future                                                           | Beschluss der Forderungen von FridaysForFuture-Aktiven unter dem Namen „Klimakrise Radolfzell aktiv“, de facto trotzdem Klimanotstand | 1992                     |
| 47 | Wörthsee                  | BY         | 25. Juli 2019      | Bündnis 90/Die Grünen                                                        | | -                        |
| 48 | Zorneding                 | BY         | 28. Juli 2019      | SPD                                                                          | | -                        |
| 49 | Poing                     | BY         | 28. Juli 2019      | SPD                                                                          | | -                        |
| 50 | Landau                    | RP         | 13. August 2019    | Bündnis 90/Die Grünen, CDU, FDP                                              | Erste Stadt in Rheinland-Pfalz, die den Klimanotstand ausrief | -                        |
| 51 | Potsdam                   | BB         | 14. August 2019    | Bündnis 90/Die Grünen, Die Andere, SPD, Die LINKE                            | Erste Stadt in Brandenburg, die den Klimanotstand ausrief. | 1995                     |
| 52 | Speyer                    | RP         | 22. August 2019    | Die LINKE                                                                    | | 2015                     |
| 53 | Trier                     | RP         | 29. August 2019    | Bündnis 90/Die Grünen, CDU, SPD, Die LINKE                                   | 1994 | 1994                     |
| 54 | Jena                      | TH         | 4. September 2019  | Bündnis 90/Die Grünen, SPD, Die LINKE                                        | Erste Stadt in Thüringen, die den Klimanotstand ausrief. | -                        |
| 55 | Stolberg (Rhld.)          | NW         | 10. September 2019 | CDU, SPD, Linke, Bündnis 90/Die Grünen, Die LINKE                            | Der Stadtrat beschloss mit einer Gegenstimme den Klimanotstand auszurufen. | -                        |
| 56 | Wolfratshausen            | BY         | 17. September 2019 | CSU, SPD, Bündnis 90/Die Grünen                                              | Der Grundsatzbeschluss wurde mit 13 zu sieben Stimmen gefasst. Dagegen votierten alle anwesenden BVW-Mitglieder sowie Richard Kugler und Manfred Fleischer von der CSU-Fraktion. Vier BVW-Stadträte fehlten in der Sitzung, Gerlinde Berchtold (SPD) nahm an der Abstimmung nicht teil. | 1995                     |
| 57 | Eichwalde                 | BB         | 24. September 2019 | Bündnis 90/Die Grünen, WIE                                                   | Die Gemeindevertretung beschloss mit 10 Ja-Stimmen (3× B90/Grüne, 3× WIE, 3× SPD, 1× Linkspartei), 2 Nein-Stimmen (1× Bürgermeister - WIE, 1× Linkspartei) und 3 Enthaltungen (2× CDU, 1× Linkspartei) die Ausrufung des Klimanotstandes. | -                        |
| 58 | Engelskirchen             | NW         | 25. September 2019 | Klimabündnis Oberberg                                                        | Mit 16:14 Stimmen wurde die Ausrufung des Klimanotstands beschlossen. CDU, FDP und die Unabhängigen Wähler stimmten gegen den Klimanotstand. | 1997                     |
| 59 | Mainz                     | RP         | 25. September 2019 | k. A.                                                                        | Der Mainzer Stadtrat stimmte mit großer Mehrheit und einzig mit Gegenstimmen von der AfD dem entsprechenden Antrag zu. | 1993                     |
| 60 | Rostock                   | MV         | 25. September 2019 | Bündnis 90/Die Grünen, Die Linke/Die PARTEI, SPD                             | | 1993                     |
| 61 | Koblenz                   | RP         | 26. September 2019 | k. A.                                                                        | Der Koblenzer Stadtrat stimmte mit einer knappen Mehrheit von Grünen, SPD und Linken dem entsprechenden Antrag zu. | 1997                     |
| 62 | Lörrach                   | BW         | 26. September 2019 | SPD-Fraktion, Piraten/Die Linke                                              | 16 Stimmen dafür, 10 dagegen und eine Enthaltung | -                        |
| 63 | Wedel                     | SH         | 26. September 2019 | Klimaschutzfonds, CDU, SPD, GRÜNE, LINKE, FDP, WSI                           | In gemeinsamer Resolution aller Fraktionen und Beiräte beschlossen | -                        |
| 64 | Hagen                     | NW         | 26. September 2019 | Fridays For Future                                                           | Einstimmig bei einer Enthaltung angenommen. | 1994                     |
| 65 | Frankfurt (Oder)          | BB         | 24. Oktober 2019   | Fraktion Bündnis 90/Die Grünen – BI Stadtentwicklung                         | Mit allen Stimmen außer der AfD angenommen. Angesichts der sich verschärfenden Klimakrise erkennt die Stadtverordnetenversammlung den Bedarf an, sich stärker für den städtischen Klimaschutz zu engagieren als bisher und ihm eine größere Priorität einzuräumen. Im Rahmen ihrer Möglichkeiten setzt sich die Stadtverordnetenversammlung dafür ein, auch als Stadtgesellschaft einen Beitrag zu leisten, die negativen Folgen des Klimawandels zu begrenzen. Sie schließt sich damit den Städten und Ländern an, die bereits den „Klimanotstand“ ausgerufen haben. | -                        |
| 66 | Leipzig                   | SN         | 30. Oktober 2019   | Jugendparlament                                                              | | 1994                     |
| 67 | Pfaffenhofen              | BY         | 14. November 2019  | Jugendparlament                                                              | Einstimmig angenommen. | 2019                     |
| 68 | Berlin                    | BE         | 10. Dezember 2019  | Senat von Berlin (nach erfolgreicher Volksinitiative „Klimanotstand Berlin“) | „Klimanotlage“ – als erstes Bundesland (Der Senat lehnt den Begriff „Klimanotstand“ ab, da dieser mit der Notstandsgesetzgebung in der Weimarer Republik und dem Entzug demokratischer Rechte verbunden sei.) | 1992                     |
| 69 | München                   | BY         | 18. Dezember 2019  |                                                                              | Der Stadtrat hat entschieden, dass die Stadt München den „Klimanotstand“ ausruft und bis 2035 klimaneutral werden möchte. | 1993                     |
| 70 | Haar                      | BY         | 28. Januar 2020    |                                                                              | Der Gemeinderat Haar hat den Klimanotstand ausgerufen. Diskussion gab es hinsichtlich des Begriffes „Klimanotstand“ | -                        |
| 71 | Mülheim an der Ruhr       | NW         | 25. Juni 2020      | Interfraktioneller Antrag                                                    | Der Rat der Stadt erklärt Klimanotlage/Climate Emergency | -                        |
| 72 | Bad Hersfeld              | HE         | 3. September 2020  | Fraktion Grüne/NBL, SPD, CDU                                                 | Die Stadtverordnetenversammlung hat mit den Stimmen der Antragsteller den Klimanotstand beschlossen. | 1996                     |
| 73 | Röthenbach an der Pegnitz | BY         | 24. September 2020 | Bündnis 90/Die Grünen                                                        | „Klimanotlage“ - Freie Wähler, Grüne, SPD sowie Teile der CSU und damit eine große Mehrheit des Stadtrats stimmten dafür. | -                        |
| 74 | Wuppertal                 | NW         | 31. März 2022      | Fridays for Future                                                           | Mit 12:10 Stimmen durch den Hauptausschuss beschlossen. | 1992                     |

In den Städten Wülfrath, Aldenhoven, Krefeld, Kempen und Siegburg sowie in den Kreisen Soest und Osterholz (unabhängig von den Städten des Kreises) wurde ein entsprechender Antrag zum Ausruf des Klimanotstands abgelehnt.
Seit 3. Mai 2019 läuft auf Change.org eine von Extinction-Rebellion-Aktivisten initiierte Unterschriften-Kampagne, mit der die Abgeordneten des deutschen Bundestags sowie die Bundesregierung aufgefordert werden sollen, den Klimanotstand auszurufen. Die Anzahl der Zeichnungen dieser Petition überschritt am Abend des 10. Mai die 50.000er-Marke. Die Bundestagsfraktion Die Linke hat mit Beschluss vom 14. Mai 2019 auf Initiative ihres Energie- und Klimapolitischen Sprechers Lorenz Gösta Beutin einen Antrag in den Bundestag zur namentlichen Sofortabstimmung im Parlament eingebracht, in dem sie die „Anerkennung des Klimanotstandes“ fordert. Klimaschutz sei „bei politischen Entscheidungen prioritär zu behandeln“, um die Klimaziele des Pariser Klimaabkommens zu erreichen müsse zudem als Sofortmaßnahme ein entsprechendes Klimaschutzgesetz verabschiedet werden. In der Namentlichen Abstimmung stimmten außer den Fraktionen der Grünen und der Linken, die geschlossen für den Antrag votierten, auch einzelne Abgeordnete der FDP und der fraktionslose Abgeordnete Marco Bülow dem Antrag zu. Die Fraktionen der CDU/CSU, SPD und AfD stimmten geschlossen dagegen.